# 加藤美月
加藤 美月（かとう みづき、1996年1月26日 - ）は、日本の女優、モデル。J-beans所属。千葉県出身。
家族構成は祖母、母、父。ペットにミニチュアダックスフントを飼っている。

## 出演

### テレビドラマ
- 笑顔をくれた君へ〜女医と道化師の挑戦〜（2008年、フジテレビ）木元美里 役
- チャレンジド 第1回（2009年）

### 映画
- 下妻物語（2004年5月29日、東宝）
- 陰日向に咲く（2008年）みゃーこ（幼少） 役

### バラエティ
- はなまるマーケット（TBS）
- 笑っていいとも!（フジテレビ）

### CM
- マクドナルド ハッピーセット
- イオン 液晶テレビ
- タカラ ポップンゲームパーティ30
- パナソニック デジカム（2001年）
- ソニー α100 ハンドフレーム 篇（2006年9月22日 - ）
- 日本医師会（2006年）
- 大京 ライオンズマンション 家族への想い〜安心篇〜（2007年）
- ケイ・オプティコム まとめてトクする、eo光 篇（2008年）
- ライオン、クリニカ（2009年）
- ソニー、PlayMemories（2012年）
- トリニティアーツ、niko and...（2013年）
- 専修大学 君の翼を育む 篇（2016年）

### VP
- コニカミノルタ・DVD（2005年）
- コナミ、Dance Dance Revolution HOTTEST PARTY（2007年）

## 作品

### 写真集
- みづきっす（2006年1月、心交社）
- 花美月（2006年10月、心交社）
- たからもの（2007年6月、彩文館出版）

### DVD
- Pretty Moon（2006年1月、心交社）
- J-Moon（2006年11月、心交社）
- みっchu!（2007年3月、ジーオーティー）
- たからもの（2007年5月、彩文館出版）